# Tu seras mon mari
Pour plus de détails, voir Fiche technique et Distribution.
Tu seras mon mari (Sun Valley Serenade) est un film américain réalisé par H. Bruce Humberstone, sorti en 1941.

## Synopsis
Ted Scott est pianiste dans un Big Band qui cherche à décrocher un contrat.
L'occasion lui est donnée d'accompager la chanteuse Vivian Dawn qui vient justement de quitter son groupe.
Elle doit se produire dans la Vallée du Soleil, la Sun Valley.
Dans le même temps, Ted reçoit un courrier l'informant que le réfugié de guerre qu'il s'était engagé à recueillir vient d'arriver. Lui et son groupe lui réservent un accueil en fanfare à sa gare d'arrivée, mais au lieu d'un petit enfant, c'est une jeune femme norvégienne, Karen Benson, qui l'attend. Femme au sourire ravageur et sans pudibonderie, elle déclare bien vite à Ted sa flamme; "c'est vous que je veux épouser".
Mais pour cela il faudra qu'elle affronte Vivian à qui Ted a déjà demandé la main...

## Fiche technique
- Titre original : Sun Valley Serenade
- Titre français : Tu seras mon mari
- Réalisation : H. Bruce Humberstone, assisté de Malcolm St. Clair (non crédité)
- Scénario : Art Arthur, Robert Harari, Robert Ellis et Helen Logan
- Photographie : Edward Cronjager
- Montage : James B. Clark
- Société de production : 20th Century Fox
- Pays de production : États-Unis
- Format : Noir et blanc - 1,37:1 - Mono
- Genre : musical
- Date de sortie : 1941

## Distribution
- Sonja Henie : Karen Benson
- John Payne : Ted Scott
- Glenn Miller : Phil Corey
- Milton Berle : Nifty Allen
- Lynn Bari : Vivian Dawn
- Joan Davis : Miss Carstairs
- Dorothy Dandridge : Specialty
- William B. Davidson : Murray
- Almira Sessions : la gouvernante de Karen